# Hôpital des incurables de Venise
 (avril 2024).
Si vous disposez d'ouvrages ou d'articles de référence ou si vous connaissez des sites web de qualité traitant du thème abordé ici, merci de compléter l'article en donnant les références utiles à sa vérifiabilité et en les liant à la section « Notes et références ».

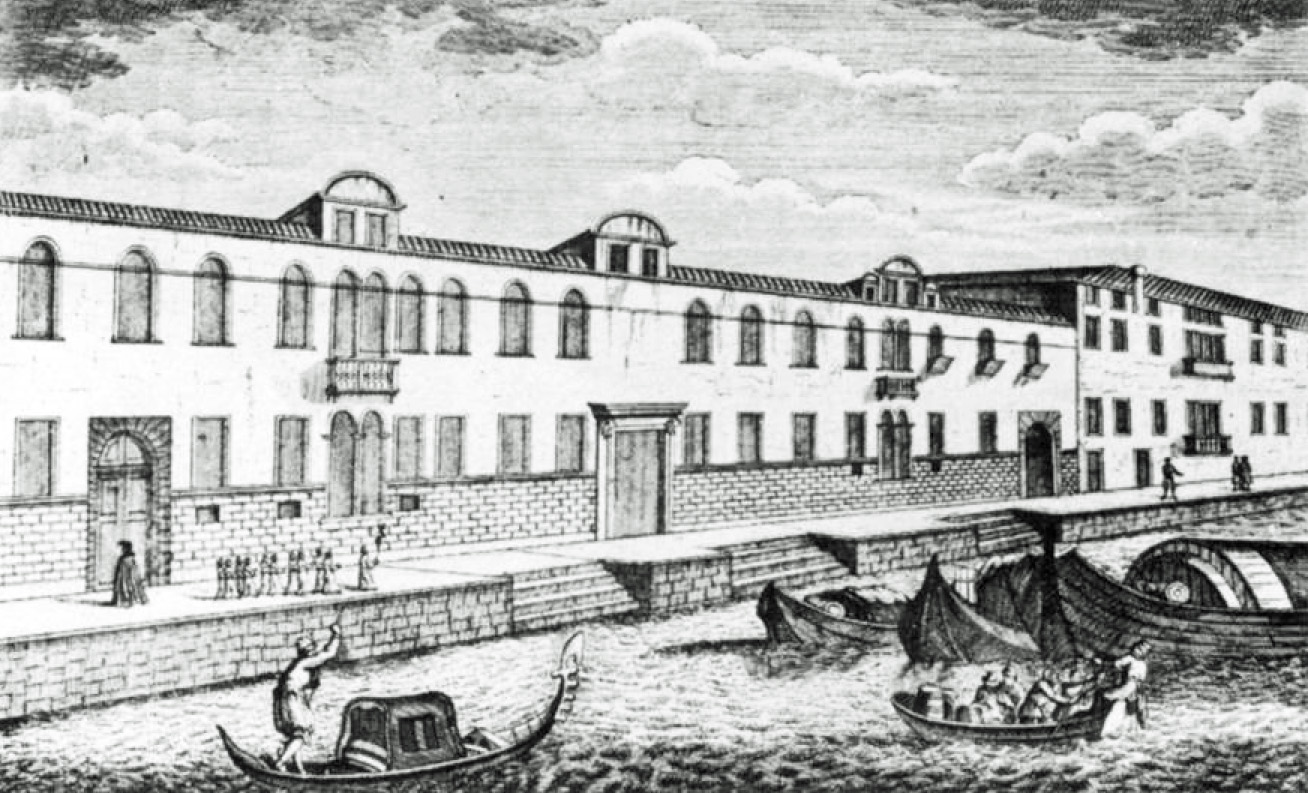

L'Ospedale degli Incurabili est un hospice, orphelinat et conservatoire de musique vénitien actif notamment aux XVIIe et XVIIIe siècles. Il est situé le long des quais des Zattere.
Trois autres institutions analogues existaient à Venise :
- le Pio Ospedale della Pietà,
- l'Ospedale dei Mendicanti et
- l'Ospedale dei SS. Giovanni e Paolo.

Ces quatre établissements font partie des hospices musiciens.
Cette institution fut fondée entre 1517 et 1522 par Marina Grimani et Maria Malipiero, inspirées par Gaétan de Thiène. Il fut installé dans une maison voisine du bâtiment actuel. Il abritait des femmes pauvres touchées par des maladies vénériennes.
En 1523 fut érigée l'église qui, une fois agrandie fut consacrée en 1600 aux SS. Salvatore (les saints sauveteurs).
L'hôpital fut agrandi et en 1572 on y accueillit des enfants orphelins pour leur apprendre la religion et les initier au travail, tandis que les petites filles furent initiées au chant. On y prit également soin de Jérôme Emilien et François Xavier.
Baldassare Galuppi en a été le directeur au xviiie siècle.
En 1807, le bâtiment fut converti en hôpital civil et en 1819, il fut réduit à une caserne  